# Gorajk
Gorajk – wieś w Armenii, w prowincji Sjunik. W 2011 roku liczyła 435 mieszkańców.